# Vesneana Kvitka, Veselînove
Vesneana Kvitka (în ucraineană Весняна Квітка) este un sat în comuna Katerînivka din raionul Veselînove, regiunea Mîkolaiiv, Ucraina.

## Demografie
Componența lingvistică a localității Vesneana Kvitka
     Ucraineană (96,99%)
     Rusă (3,01%)
Conform recensământului din 2001, majoritatea populației localității Vesneana Kvitka era vorbitoare de ucraineană (96,99%), existând în minoritate și vorbitori de rusă (3,01%).